# Ferme de Moscou
Première Guerre mondiale
Batailles
Champagne
La Ferme de Moscou est un champ de bataille de la Première Guerre mondiale (Bataille des monts de Champagne et Première bataille de Champagne), situé sur la commune de Prosnes dans le département de la  Marne, au sud du Mont Cornillet, sur le bord de la route nommée Voie de la Liberté. 

## Localisation
L'Institut national de l'information géographique et forestière (IGN) attribue les coordonnées géographiques : 49°11'53" nord et 4°19'02" est .

## Historique
Les morts du champ de bataille de la Ferme de Moscou près de Prosnes, sont enterrés à la Nécropole d'Auberive-sur-Suippe, en bordure de la Voie de la Liberté.
Auberive-sur-Suippe près de Prosnes dans le département de la Marne, est un village de champagne entièrement détruit par la Première Guerre Mondiale. En 1915, confrontés à l'approche des forces allemandes, les 460 habitants décident d'évacuer leur village. Pendant quatre longues années, l'ennemi occupe et fortifie le lieu. Les Français, stationnés aux abords de la ferme de l'Espérance, tentent à plusieurs reprises de reprendre possession du village, mais chaque assaut se solde par un échec. 
En 1916, l'artillerie française réduit Auberive-sur-Suippe en ruines complètes, dont les vestiges sont finalement déblayés en avril 1917.
En 1918, les Allemands reprennent le contrôle d'Auberive-sur-Suippe. À la fin de la guerre, avec le retour de la paix, le territoire se trouve dévasté. Moins de 100 personnes osent y retourner. Logés dans des baraques provisoires, les habitants font face à une vie quotidienne difficile, s'efforçant progressivement de remettre en culture l'ancien champ de bataille de la Ferme de Moscou.